# St. Jakobus der Ältere (Kempfing)

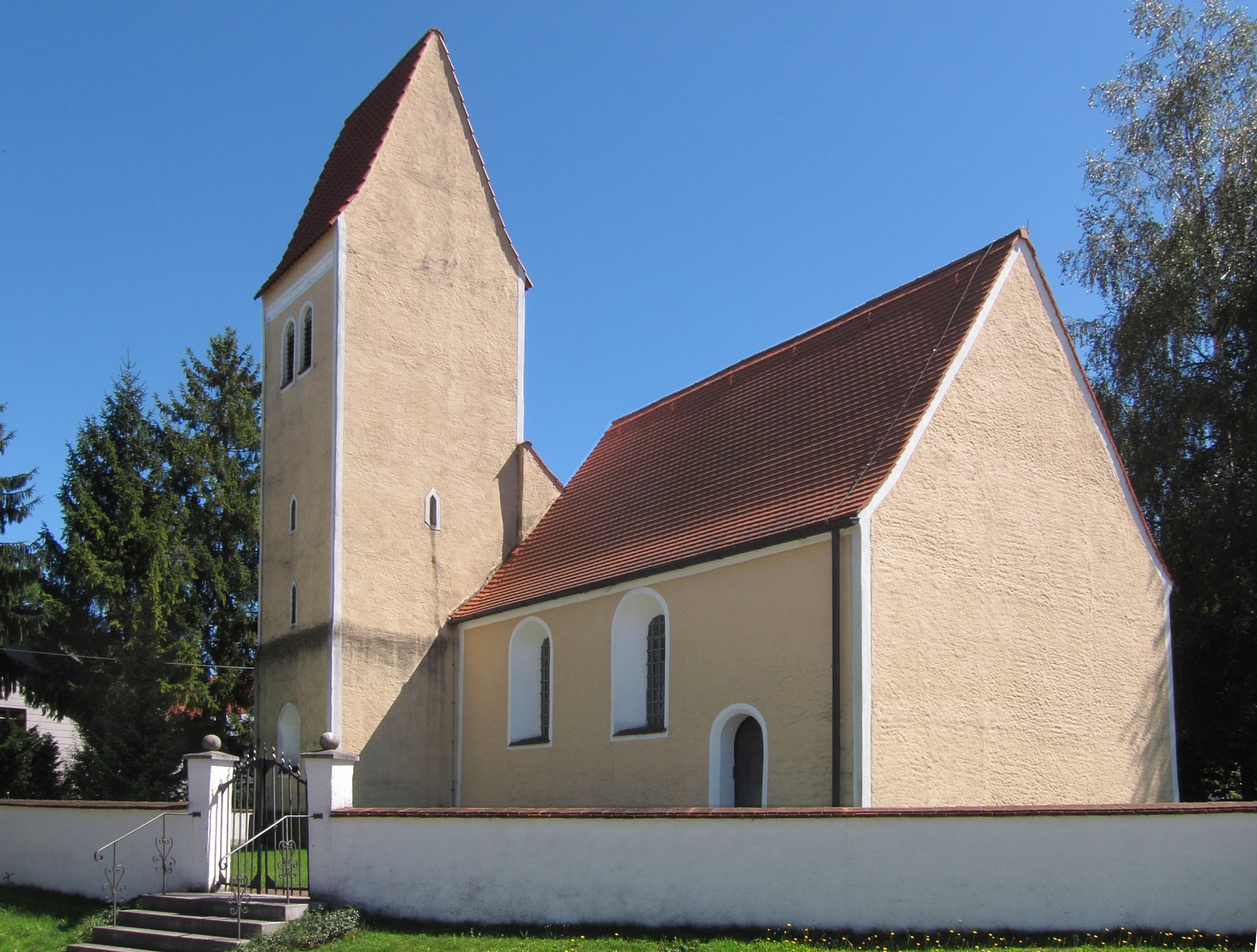
St. Jakobus der Ältere in Kempfing

St. Jakobus der Ältere ist die römisch-katholische Filialkirche in Kempfing, einem Gemeindeteil von Moosinning im Landkreis Erding. Sie steht unter Denkmalschutz und wird in der Liste der Baudenkmäler in Moosinning als Baudenkmal unter der Nr. D-1-77-130-4 geführt. Die Kirche gehört zum Dekanat Erding im Erzbistum München und Freising.

## Beschreibung
Die im Kern romanische Saalkirche wurde um 1200 erbaut und im 18. Jahrhundert barock umgestaltet. Sie besteht aus dem mit einem Satteldach bedeckten Langhaus und dem eingezogenen Chor im Osten, der an seiner Nordwand mit dem spätgotischen, mit einem Pultdach abgeschlossenen Chorflankenturm verbunden ist.
Der Innenraum des Langhauses ist mit einem Spiegelgewölbe überspannt, der des Chors mit einem Kreuzgratgewölbe. Der um 1660 gebaute Hochaltar wird von den Skulpturen des Jakobus des Älteren und des Märtyrers Sebastian flankiert. Im Altarretabel ist ein Marienbildnis dargestellt.